# کلود بارتلون
کلود بارتلون یا کلود بارتولون، (به فرانسوی: Claude Bartolone)، (تلفظ فرانسوی: [klod baʁtɔlɔn]؛ متولد ۱۹۵۱) یک سیاستمدار فرانسوی است. او از ژوئن ۲۰۱۲ به عنوان رئیس مجلس ملی خدمت کرده‌است. به عنوان یکی از اعضای حزب سوسیالیست، او از سال ۱۹۸۱ به نمایندگی از دپارتمان سن-سن-دنی، نماینده مجلس ملی است. او در دولت به عنوان وزیر امور خارجه شهر از سال ۱۹۹۸ تا ۲۰۰۲، و او رئیس شورای عمومی سین سنت دنیس از سال ۲۰۰۸ تا ۲۰۱۲ بوده است.